# Crocidura orientalis
Crocidura orientalis — вид ссавців родини Soricidae. Це ендемік Індонезії. Цей вид мешкає в гірських лісах Яви. Невідомо, чи може він адаптуватися до антропогенних середовищ існування за межами лісу.